# West-Wind-Aviation-Flug 280
Der West-Wind-Aviation-Flug 280 (Flugnummer ICAO: WEW280, Funkrufzeichen WEST WIND 280) war ein regionaler Inlandslinienflug der kanadischen Fluggesellschaft West Wind Aviation. Auf diesem Flug verunglückte am 13. Dezember 2017 eine ATR 42-320 kurz nach dem Start vom Flughafen Fond du Lac in Saskatchewan, wobei ein Mensch getötet wurde. Als Unfallursache gilt eine unterbliebene Flugzeugenteisung.

## Maschine
Die betroffene Maschine war eine ATR 42-320, ein Flugzeugtyp des von Aeritalia und Aérospatiale gegründeten italienisch-französischen Konsortiums Avions de Transport Régional (ATR) zum Bau von Regionalflugzeugen. Die Maschine war zum Zeitpunkt des Unfalls 26 Jahre und 10 Monate alt. Sie trug die Modellseriennummer 240, war am Produktionsstandort von ATR in Toulouse endmontiert worden und absolvierte am 8. März 1991 mit dem Testkennzeichen F-WWEG ihren Erstflug. Die Maschine war mit dem Luftfahrzeugkennzeichen F-GHPX zur Auslieferung an die Brit Air vorgesehen, das Geschäft kam jedoch nicht zustande. Am 14. Mai 1991 übernahm schließlich die mexikanische Aviación del Noroeste die Maschine und ließ sie als XA-RUC zu. Im Dezember 1996 übernahm die Focus Aviation die ATR und ließ sie als N240JS zu. Sie verleaste die Maschine ab dem 9. März 1999 an die kenianische Eagle Aviation, bei der die ATR als 5Y-JNT den Betrieb aufnahm. Am 19. Juni 2001 kehrte die Maschine mit ihrem Kennzeichen N240JS an die Focus Aviation zurück. Das südafrikanische Unternehmen Hurstfield Limited übernahm die Maschine am 15. Februar 2002, am 26. Juli 2002 erhielt die Maschine das neue, lokale Kennzeichen ZS-OWU. Im Februar 2003 übernahm die Aircraft Leasing Services (ALS) aus Kenia die Maschine, welche daraufhin das Kennzeichen 5Y-BRB erhielt. Ab dem 28. April 2004 war die Maschine bei der Executive Turbine Aviation aus Südafrika im Einsatz, ab dem 15. Mai 2004 folgte ein Leasingvertrag mit der Zambia Airways, ehe das Flugzeug im September 2004 wieder in die Flotte der Executive Turbine Aviation zurückkehrte. Im Oktober 2004 ging die Maschine an die Aircraft Africa Contracts, ab Februar 2005 verleaste diese die Maschine an die UN. Ab dem 2. Januar 2007 betrieb die kenianische Fly540 die Maschine mit dem Kennzeichen 5Y-BUT, dieses wurde bei der Fluggesellschaft zum 18. Juni 2010 in D2-FLA umgeändert. Die kanadische West Wind Aviation übernahm die Maschine ab dem 1. Juni 2012 und betrieb sie seitdem als C-GWEA. Das zweimotorige Regionalverkehrsflugzeug war mit zwei Turboproptriebwerken des Typs Pratt & Whitney Canada PW121 ausgestattet.

## Passagiere und Besatzung
Es befanden sich 22 Passagiere an Bord. Die Besatzung war dreiköpfig und bestand aus einem Flugkapitän, einem Ersten Offizier und einer Flugbegleiterin.

## Wetter
Laut Wettervorhersage war es bewölkt bei Frost und Temperaturen von −19 °C.

## Unfallhergang

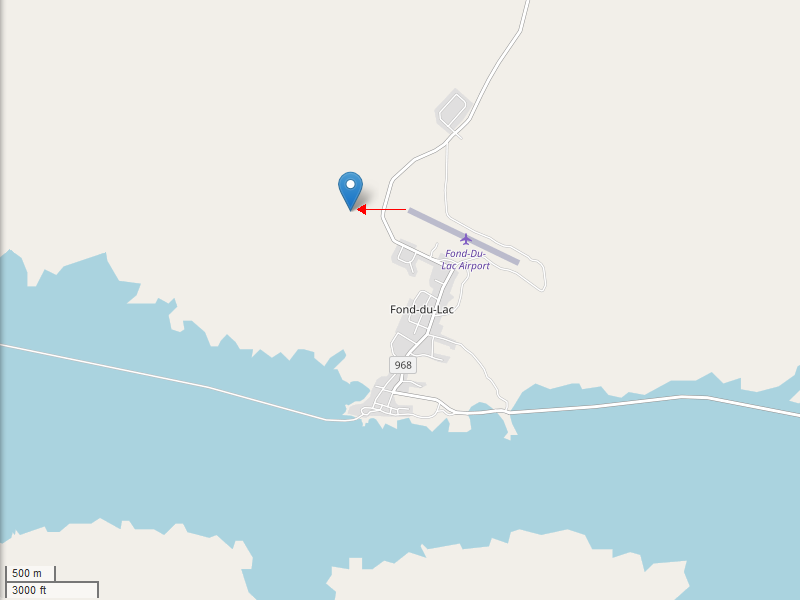
Die Absturzstelle

Um 18.15 Uhr Ortszeit begann der Startlauf der Maschine vom Flughafen Fond-du-Lac. In der Anfangssteigphase kam es zu einem Strömungsabriss, die Maschine verlor an Höhe und kollidierte 420 Meter hinter dem Startbahnende mit Baumkronen. Die ATR 42 ging dann 600 Meter hinter der Landebahn zu Boden. Es entstand eine 240 Meter lange Trümmerspur. Die Maschine wurde auf der linken Rumpfseite besonders schwer beschädigt, im Bereich der dritten Sitzreihe war dort der Rumpf aufgerissen. Obwohl auch das Kraftstoffsystem durch die Kollision mit dem Boden undicht geworden war, kam es nach dem Unfall zu keinem Brand, was die Überlebenschancen der Unfallopfer signifikant erhöhte.

## Opfer und Überlebende
Von den 25 Insassen wurden fünf Passagiere und ein Besatzungsmitglied schwer und 18 Personen leicht verletzt, ein 19-jähriger Passagier, der den Unfall ursprünglich überlebt hatte, starb am 27. Dezember 2017 an seinen schweren Verletzungen. Nach dem Unfall versuchten die Opfer einen Notausgang der Maschine zu öffnen, was ihnen etwa nach einer halben Stunde gelang.

## Unfalluntersuchung
Am 24. April 2018 berichtete das Transportation Safety Board of Canada (TSB), dass die Maschine bereits während des Anflugs nach Fond-du-Lac Vereisungsbedingungen ausgesetzt war. Die Besatzung hätte dann die Enteisungssysteme an Bord des Flugzeugs aktiviert. Als nach der Landung die Enteisungssysteme ausgeschaltet wurden, sei Resteis auf Teilen des Flugzeugs zurückgeblieben. Obwohl am Terminal das Material für eine manuelle Enteisung verfügbar gewesen wäre, sei die Maschine mit vereisten Tragflächen gestartet und habe kurz nach dem Start an Höhe verloren. Die am Terminal verfügbare manuelle Enteisungsausrüstung habe aus zwei Leitern, einer Handsprühflasche mit Sprühstab, einer Heizdecke sowie einem Behälter mit Enteisungsflüssigkeit bestanden.
In dem am 28. Oktober 2021 veröffentlichten Abschlussbericht wurde bemängelt, dass entlegene Flughäfen im Norden Kanadas nur mangelhaft mit Flugzeugenteisungstechnik ausgerüstet seien. Aufgrund dieses Umstandes habe sich eine Praxis etabliert, riskante Starts mit vereisten Tragflächen durchzuführen. Die Ermittler forderten die Bereitstellung entsprechender Geräte zur professionellen Flugzeugenteisung. 

## Folgen
Infolge des Unfalls wurde am 22. Dezember 2017 der West Wind Aviation die Betriebserlaubnis bis zur Beseitigung der Betriebsmängel ausgesetzt. Am 8. Mai 2018 konnte die Fluggesellschaft wieder den Flugbetrieb aufnehmen.